# Kara Sevda
Kara Sevda (en español: Amor Eterno) es una serie de televisión turca de drama y amor de gran éxito internacional, producida por Ay Yapım y emitida por Star TV entre el 2015 y el 2017. Está dirigida por Hilal Saral y está protagonizada por los actores turcos Neslihan Atagül, Burak Özçivit y Kaan Urgancıoğlu. 
La serie se ha convertido en un hito en la historia internacional de las series turcas, siendo galardonada con los premios de televisión más prestigiosos del mundo, los premios Emmy Internacional como mejor telenovela en 2017, convirtiéndose en la primera serie turca de la historia en conseguir este premio. y también fue la primera serie turca en llegar a ser finalista en estos galardones.
Del mismo modo, Kara Sevda recibió el premio especial del jurado en los Seoul International Drama Awards en Corea, hacia donde se desplazaron la directora Hilal Saral y Burak Özçivit a recoger el premio.
Según Can Okan, fundador y CEO de Inter Medya, la distribuidora de la serie a nivel internacional, «las palabras son inútiles cuando se habla del éxito de Kara Sevda». La novela se ha convertido en una de las series con más éxito internacional, siendo transmitida en más de 110 países con éxito de audiencias y  traducida a más de 50 idiomas. Algunos países donde ha sido retransmitida son Turquía, Rusia, Grecia, Hungría, Marruecos, Francia, Serbia, Rumanía, Alemania, Irak, Eslovaquia, Ucrania, Albania, España, Irán, México, Bolivia, Panamá, Uruguay, Eslovenia, Paraguayy ahora en Venezuela, entre otros. En 2018, la serie la serie recibió el Premio al Logro de Exportación 2017 de la Asociación de Exportadores de Servicios y Electrónica Eléctrica (TET) al convertirse en la segunda producción turca más exportada de la historia. En 2021, la plataforma HBO Max adquirió los derechos de la serie para comenzar a emitirla.
En su retransmisión en Estados Unidos a través de Univisión, se convirtió en la telenovela extranjera más vista de toda la historia en el país y en la serie turca con mayor audiencia, superando a sus principales competidores. La historia de amor se mantiene como la ficción más vista del prime time hispano con más de 2 millones de espectadores cada día y rozando los 4 millones en su episodio final. Actualmente, Kara Sevda se mantiene como la serie turca más vista en los Estados Unidos.
En el año 2021, cuatro años después del final de Kara Sevda, la serie ha sido galardonada con el premio a la «Mejor Telenovela Internacional» en los Soap Awards 2021 en Francia, convirtiéndose en la segunda serie turca de la historia en recibir este premio. Burak Özçivit y Neslihan Atagül Dogulu también fueron nominados como «Mejor Actor Internacional» y «Mejor Actriz Internacional» respectivamente.
Tal ha sido el éxito arrollador de la serie que en el Museo de Cera de «Tashkent City Park» en Uzbekistán, se exponen dos figuras de Kemal y Nihan, los personajes protagonistas de la serie, en la parte dedicada a Estambul.

## Trama
Kemal Soydere es hijo de una familia de clase media. En su último año en ingeniería de minas, una chica llamada Nihan entra en su monótona vida. El amor es imposible por la diferencia de clases entre ellos, pero se las arreglan para estar juntos. Eso hasta el día en que Kemal tiene que mudarse a una mina de Zonguldak, desconociendo que Nihan se casará obligada con Emir Kozcuoğlu, un hombre enamorado de ella desde que eran niños. Kemal se aísla en su trabajo, y un día, tras sus acciones de ayuda en un accidente en la mina, Kemal es ascendido y asume una posición de poder en la compañía. Cinco años después, Kemal toma la decisión de regresar a Estambul para afrontar su pasado. 
Por otro lado Nihan no puede olvidarse de Kemal, de modo que cuando este regresa a Estambul, Nihan intentará estar más cerca de Kemal, sin saber que este, está trabajando en algunos proyectos con su marido.

## Reparto
- Neslihan Atagül como Nihan Sezin.
- Burak Özçivit como Kemal Soydere.
- Kaan Urgancıoğlu como Emir Kozcuoğlu.
- Hazal Filiz Küçükköse como Zeynep Soydere.
- Melisa Aslı Pamuk como Asu Alacahan / Kozcuoğlu.[25]
- Rüzgar Aksoy como Tarık Soydere.
- Zerrin Tekindor como Leyla Acemzade.
- Neşe Baykent como Vildan Acemzade
- Barış Alpaykut como Ozan Sezin.
- Kürşat Alnıaçık como Önder Sezin.
- Burak Sergen como Galip Kozcuoğlu.
- Çağla Demir como Banu Akmeriç.
- Orhan Güner como Hüseyin Soydere.
- Zeyno Eracar como Fehime Soydere.
- Kerem Alışık como Ayhan Kandarlı.[26]
- Uğur Aslan como Zehir.
- Gökay Müftüoğlu como Salih.
- Ali Burak Ceylan como Tufan Kaner.
- Nihan Aşıcı como Yasemin allen.
- Metin Coşkun como Hakkı Alacahan.
- Gizem Karaca como Mercan.[27]
- Elif Özkul como Sema.
- Arven Beren como Deniz Soydere.
- Ece Mudessiroğlu como Zehra Tozkan.
- Erhan Alpay como Hakan demirtas
- Berk Güneşberk como Şafak.
- Ayşen İnci como Müjgan Kozcuoğlu.

## Temporadas
| Temporada | Temporada | Episodios | Rango de episodios | Emisión original         | Emisión original    |
| Temporada | Temporada | Episodios | Rango de episodios | Inicio                   | Final               |
| --------- | --------- | --------- | ------------------ | ------------------------ | ------------------- |
|           | 1         | 35        | 1 - 35             | 14 de octubre de 2015    | 15 de junio de 2016 |
|           | 2         | 39        | 36 - 74            | 21 de septiembre de 2016 | 21 de junio de 2017 |

## Premios y nominaciones
Kara Sevda es la primera serie turca de la historia que ha conseguido ganar el Premio Emmy Internacional a la mejor telenovela en el año 2017. Además, también ha sido galardonada con el premio especial del jurado en los Seoul International Drama Awards. En el año 2021, Kara Sevda recibió el premio a la «Mejor Telenovela Internacional» en los Soap Awards 2021 en Francia.
| Año  | Premios                                                        | Categoría                                     | Nominado(a)                            | Resultado | Ref.          |
| ---- | -------------------------------------------------------------- | --------------------------------------------- | -------------------------------------- | --------- | ------------- |
| 2015 | 4. Bilkent Television Awards                                   | Mejor actor de drama                          | Burak Özçivit                          | Ganador   | [ 28 ]        |
| 2015 | Ayaklı Newspaper Awards                                        | Mejor actor de serie dramática                | Burak Özçivit                          | Ganador   |               |
| 2015 | Ayaklı Newspaper Awards                                        | Mejor actriz de serie dramática               | Neslihan Atagül Dogulu                 | Ganadora  |               |
| 2015 | Ayaklı Newspaper Awards                                        | Mejor actor de reparto                        | Kaan Urgancıoğlu                       | Ganador   |               |
| 2015 | Ayaklı Newspaper Awards                                        | Mejor actriz de reparto                       | Zerrin Tekindor                        | Ganadora  |               |
| 2016 | VIII Congreso Internacional de Seguridad y Salud en el Trabajo | Premio especial                               | Kara Sevda                             | Ganadora  | [ 29 ] [ 30 ] |
| 2016 | Golden Object Awards                                           | Mejor actriz de reparto                       | Hazal Filiz Küçükköse                  | Ganadora  |               |
| 2016 | Golden Object Awards                                           | Mejor actriz                                  | Neslihan Atagül Dogulu                 | Ganadora  |               |
| 2016 | 16. Magazinci.com Internet Media (mejores)                     | Actuación televisiva del año                  | Burak Özçivit                          | Ganador   | [ 31 ]        |
| 2016 | 16. Magazinci.com Internet Media (mejores)                     | Serie del año                                 | Kara Sevda                             | Ganadora  | [ 31 ]        |
| 2016 | 16. Magazinci.com Internet Media (mejores)                     | Mejor actriz                                  | Neslihan Atagül Dogulu                 | Ganadora  | [ 31 ]        |
| 2016 | 43. Premios Altın Kelebek                                      | Mejor serie                                   | Kara Sevda                             | Nominada  | [ 32 ]        |
| 2016 | 43. Premios Altın Kelebek                                      | Mejor actriz de drama                         | Neslihan Atagül Dogulu                 | Nominada  | [ 32 ]        |
| 2016 | 43. Premios Altın Kelebek                                      | Mejor actor de drama                          | Burak Özçivit                          | Nominado  | [ 32 ]        |
| 2016 | 43. Premios Altın Kelebek                                      | Mejor director(a)                             | Hilal Saral                            | Nominada  | [ 32 ]        |
| 2016 | 43. Premios Altın Kelebek                                      | Mejor pareja de serie                         | Neslihan Atagül Dogulu - Burak Özçivit | Nominados | [ 32 ]        |
| 2016 | 43. Premios Altın Kelebek                                      | Mejor actriz joven                            | Melisa Asli Pamuk                      | Ganadora  |               |
| 2016 | KKTC Magazine Gazeteciler                                      | Mejor actriz de reparto                       | Hazal Filiz Küçükköse                  | Ganadora  | [ 33 ]        |
| 2016 | 6. Ayaklı Gazete TV Stars Awards                               | Mejor actriz de drama                         | Neslihan Atagül Dogulu                 | Nominada  |               |
| 2016 | KTÜ Media Awards                                               | Actriz mejor calificada                       | Neslihan Atagül Dogulu                 | Nominada  |               |
| 2016 | Müzikonair Awards                                              | Mejor actriz                                  | Neslihan Atagül Dogulu                 | Ganadora  | [ 34 ]        |
| 2016 | Ege University 5th Media Awards                                | Mejor actriz                                  | Neslihan Atagül Dogulu                 | Nominada  |               |
| 2016 | Ege University 5th Media Awards                                | Mejor actor                                   | Burak Özçivit                          | Nominado  |               |
| 2016 | Seoul International Drama Awards                               | Mejor actriz                                  | Neslihan Atagül Dogulu                 | Nominada  |               |
| 2016 | Seoul International Drama Awards                               | Premio especial del jurado                    | Kara Sevda                             | Ganadora  | [ 35 ]        |
| 2016 | Turkey Youth Awards                                            | Mejor serie de TV                             | Kara Sevda                             | Nominada  | [ 36 ]        |
| 2017 | 45. Premios Emmy Internacional                                 | Mejor telenovela                              | Kara Sevda                             | Ganadora  | [ 37 ]        |
| 2017 | 44. Premios Altın Kelebek                                      | Mejor actor                                   | Burak Özçivit                          | Nominado  |               |
| 2017 | 44. Premios Altın Kelebek                                      | Mejor música de serie                         | Toygar Işıklı                          | Nominado  |               |
| 2017 | 44. Premios Altın Kelebek                                      | Mejor actriz joven                            | Hazal Filiz Küçükköse                  | Ganadora  |               |
| 2017 | Bilkent TV Awards                                              | Mejor actriz                                  | Neslihan Atagül Dogulu                 | Nominada  |               |
| 2017 | 12. Premio Kemal Sunal de Cultura y Arte                       | Mejor serie                                   | Kara Sevda                             | Ganadora  | [ 28 ] [ 38 ] |
| 2017 | 12. Premio Kemal Sunal de Cultura y Arte                       | Mejor actor                                   | Burak Özçivit                          | Ganador   | [ 28 ] [ 38 ] |
| 2017 | 12. Premio Kemal Sunal de Cultura y Arte                       | Mejor actor de reparto                        | Uğur Aslan                             | Ganador   | [ 28 ] [ 38 ] |
| 2017 | 17. Magazinci.com Internet Media Magazine Oscars Awards        | Mejor actuación femenina en pantalla del año  | Zerrin Tekindor                        | Ganadora  | [ 39 ]        |
| 2017 | 17. Magazinci.com Internet Media Magazine Oscars Awards        | Mejor actuación masculina en pantalla del año | Kerem Alışık                           | Ganador   | [ 39 ]        |
| 2017 | Ayaklı Newspaper Awards                                        | Mejor actriz de reparto del año               | Melisa Asli Pamuk                      | Ganadora  | [ 40 ]        |
| 2017 | Turkey Youth Awards                                            | Mejor director(a)                             | Hilal Saral                            | Nominada  | [ 41 ]        |
| 2017 | Turkey Youth Awards                                            | Mejor actriz de reparto                       | Hazal Filiz Küçükköse                  | Nominada  | [ 41 ]        |
| 2017 | Turkey Youth Awards                                            | Mejor actriz de TV                            | Neslihan Atagül Dogulu                 | Nominada  | [ 41 ]        |
| 2017 | Turkey Youth Awards                                            | Mejor serie de TV                             | Kara Sevda                             | Nominada  | [ 41 ]        |
| 2017 | Instituciones Educativas Individuales (Mejores del año)        | Mejor actor del año                           | Burak Özçivit                          | Ganador   | [ 28 ]        |
| 2017 | Instituciones Educativas Individuales (Mejores del año)        | Mejor director/a del año                      | Hilal Saral                            | Ganadora  | [ 28 ]        |
| 2021 | Soap Awards France 2021                                        | Mejor telenovela internacional                | Kara Sevda                             | Ganadora  | [ 21 ]        |
| 2021 | Soap Awards France 2021                                        | Mejor actor internacional                     | Burak Özçivit                          | Nominado  | [ 42 ]        |
| 2021 | Soap Awards France 2021                                        | Mejor actriz internacional                    | Neslihan Atagül Dogulu                 | Nominada  | [ 43 ]        |